# Villa gallo-romaine de Lalonquette
La villa gallo-romaine de Lalonquette, située au lieu-dit de l’Arribèra  deus Gleisiars, en bordure de la rivière du Gabas, sur le territoire de la commune de Lalonquette, est un exemple des grandes villas aquitaines de l'Antiquité tardive. Elle est située non loin de la voie romaine d'Aire-sur-l'Adour (Vicus Iluii) à Lescar (Beneharnum), son existence est attestée du Ier siècle au Ve siècle.

## Historique du site
Le site est signalé pour la première fois au lieu-dit de l’Arribèra  deus Gleisiars (en vieux béarnais « les biens de la vallée donnés à l'Église ») en 1843 mais n'est fouillé qu'entre 1892 et 1893 par Hilarion Barthéty. De 1959 à 1972, Jean Lauffray et son équipe reprennent les fouilles . Puis le site est abandonné jusqu'en 1994, date à partir de laquelle différentes opérations de fouilles et de mises en valeur sont entreprises jusqu'en 2005 essentiellement sous la direction de François Réchin.
Le secteur résidentiel de la villa (pars urbana) a presque entièrement été fouillé, tandis que le secteur agricole et artisanal (pars rustica) n'a fait l'objet que d'un sondage.

## Architecture
La villa se développe du Ier siècle au Ve siècle selon trois phases principales de construction. Lors de la fondation, à l'époque augusto-tibérienne contemporaine de la création des villes comme Lescar, il ne s'agit que d'une grande ferme qui ne deviendra une véritable villa qu'au IIe siècle. Vers 150, la villa est dotée d'un chai. C'est à la fin du IVe siècle que la villa est entièrement reconstruite avec des matériaux de bonne qualité mais moindres que dans d'autres villas aristocratiques aquitaines contemporaines comme celles de Montmaurin (Haute-Garonne) ou de Séviac (Gers). Elle devient alors un véritable palais campagnard qui perdure jusqu'à la fin du Ve siècle, période à laquelle il est abandonné puis détruit pour faire place à une petite chapelle entourée d'un cimetière,.
La villa est une somptueuse et prestigieuse demeure incluant des thermes de 500 m2, des pièces chauffées, des salons d'apparat décorés de murs peints et placages de marbre, aux sols couverts de mosaïques du style dit de l'école d'Aquitaine. Ces mosaïques se caractérisent par des compositions géométriques ou des motifs végétaux. La mosaïque du triclinium s'étend sur 55 m2. Elle est constituée d'une répétition de croix et d'octogones irréguliers composés de tesselles de quatre coloris différents : noir (marbre), gris/blanc (calcaire), rouge et jaune (terre cuite).
Le système de chauffage par le sol se développe sur près de 9 000 m2, principalement dans les thermes et les appartements situés au nord et comporte quatre types de dispositifs différents : un four (praefurnium), un hypocauste à pilettes, un hypocauste à gaines rayonnantes et un système hybride.
Le site de la villa est à proximité d'une rivière et donc potentiellement en zone inondable, ce qui est un cas unique dans la région. La villa la plus proche est située dans le bourg de Taron (commune de Taron-Sadirac-Viellenave).

## Musée archéologique
Les vestiges archéologiques ont été recouverts pour les protéger mais le plan au sol est restitué en volume par des gabions disposés au droit des murs originaux.
Le site archéologique est situé en contrebas du musée gallo-romain de Claracq où est présenté le matériel archéologique (trésors monétaires, céramiques, objets, bijoux et éléments d'architecture) découvert lors des fouilles, ainsi qu'une reconstitution virtuelle de la villa. 